# Алжир на Летњим олимпијским играма 1968.
Алжир на Летњим олимпијским играма учествује други пут. На Олимпијским играма 1968. у Мексико Сити у Мексику учествовали су са 3 учесника (3 мушкараца), који су се такмичили у два спора.
Алжирски олимпијски тим је остао у групи екипа које нису освојиле медаље на олимпијским играма.

## Учесници по дисциплинама
| Спорт      | Мушкарци | Жене | Укупно |
| ---------- | -------- | ---- | ------ |
| Бокс       | 2        | 0    | 2      |
| Гимнастика | 1        | 0    | 1      |
| Укупно(2)  | 3        | 0    | 3      |

## Резултати

### Бокс
| Спортиста    | Дисциплина        | Рунда 32                   | 1/8 финала                | 1/4 финале         | Полуфинале         | Финале             | Финале           | Детаљи |
| Спортиста    | Дисциплина        | Противник Резултат         | Противник Резултат        | Противник Резултат | Противник Резултат | Противник Резултат | Пласман          | Детаљи |
| ------------ | ----------------- | -------------------------- | ------------------------- | ------------------ | ------------------ | ------------------ | ---------------- | ------ |
| Али Мебарки  | перо (до 57 кг)   | Sourour · Мароко · пор 1:4 | Није се пласирао          | Није се пласирао   | Није се пласирао   | Није се пласирао   | Није се пласирао |        |
| Rabah Labiod | велтер (до 67 кг) |                            | Luipa · Замбија · изг 1:4 | Није се пласирао   | Није се пласирао   | Није се пласирао   | Није се пласирао |        |

## Гимнастика
Мушкарци
| Гимнастичар  | Дисциплина | Квалификације појединачно | Квалификације појединачно | Квалификације појединачно | Квалификације појединачно | Квалификације појединачно | Квалификације појединачно | Квалификације појединачно | Квалификације појединачно | Финале           | Финале           | Финале           | Финале           | Финале           | Финале           | Финале           | Финале    | Детаљи |
| Гимнастичар  | Дисциплина | ПА                        | Ко                        | Кр                        | Пр                        | Ра                        | Вр                        | Укупно                    | Пласман                   | ПА               | Ко               | Кр               | Пр               | Ра               | Вр               | Укупно           | Пласман   | Детаљи |
| ------------ | ---------- | ------------------------- | ------------------------- | ------------------------- | ------------------------- | ------------------------- | ------------------------- | ------------------------- | ------------------------- | ---------------- | ---------------- | ---------------- | ---------------- | ---------------- | ---------------- | ---------------- | --------- | ------ |
| Ларби Лажари | вишебој    | 17,30 (=83)               | 13,65 (108)               | 14,25 (110)               | 17,45 (=99)               | 16,75 (=102)              | 17,50 (=71)               | 97,35                     | 105                       | Није се пласирао | Није се пласирао | Није се пласирао | Није се пласирао | Није се пласирао | Није се пласирао | Није се пласирао | 105 / 117 |        |